# Hubert Spauwen
Arnoldus Hubertus (Hubert) Spauwen (Eijsden, 24 mei 1876 – Gronsveld, 2 maart 1943) was een Nederlands burgemeester.
Spauwen werd op 23 december 1913 benoemd tot burgemeester van de gemeente Gronsveld. In juni 1925 werd hij tevens benoemd tot burgemeester van Rijckholt. Deze functie legde hij per 1 december 1927 neer. Spauwen was sinds april 1927 tevens commissaris bij de Trichtsche Bank te Maastricht. Per 1 mei 1940 werd hij wederom benoemd tot burgemeester van Rijckholt terwijl hij ruim een jaar later zijn functies van burgemeester neerlegde vanwege het bereiken van de pensioengerechtigde leeftijd. Spauwen overleed in 1943 op 66-jarige leeftijd.
Hij was gehuwd met Elise Spauwen-Schrijnemakers (Gronsveld, 10 september 1876 - aldaar, 26 november 1941) met wie hij één zoon kreeg. Ze was op 15 mei 1920 de eerste vrouw in Nederland die gebruik maakte van haar actieve stemrecht. Haar man deed als burgemeester dienst als voorzitter van het stembureau waar Spauwen-Schrijnemakers bij tussentijdse gemeenteraadsverkiezingen haar stem uitbracht.